# Avricourt (Moselle)

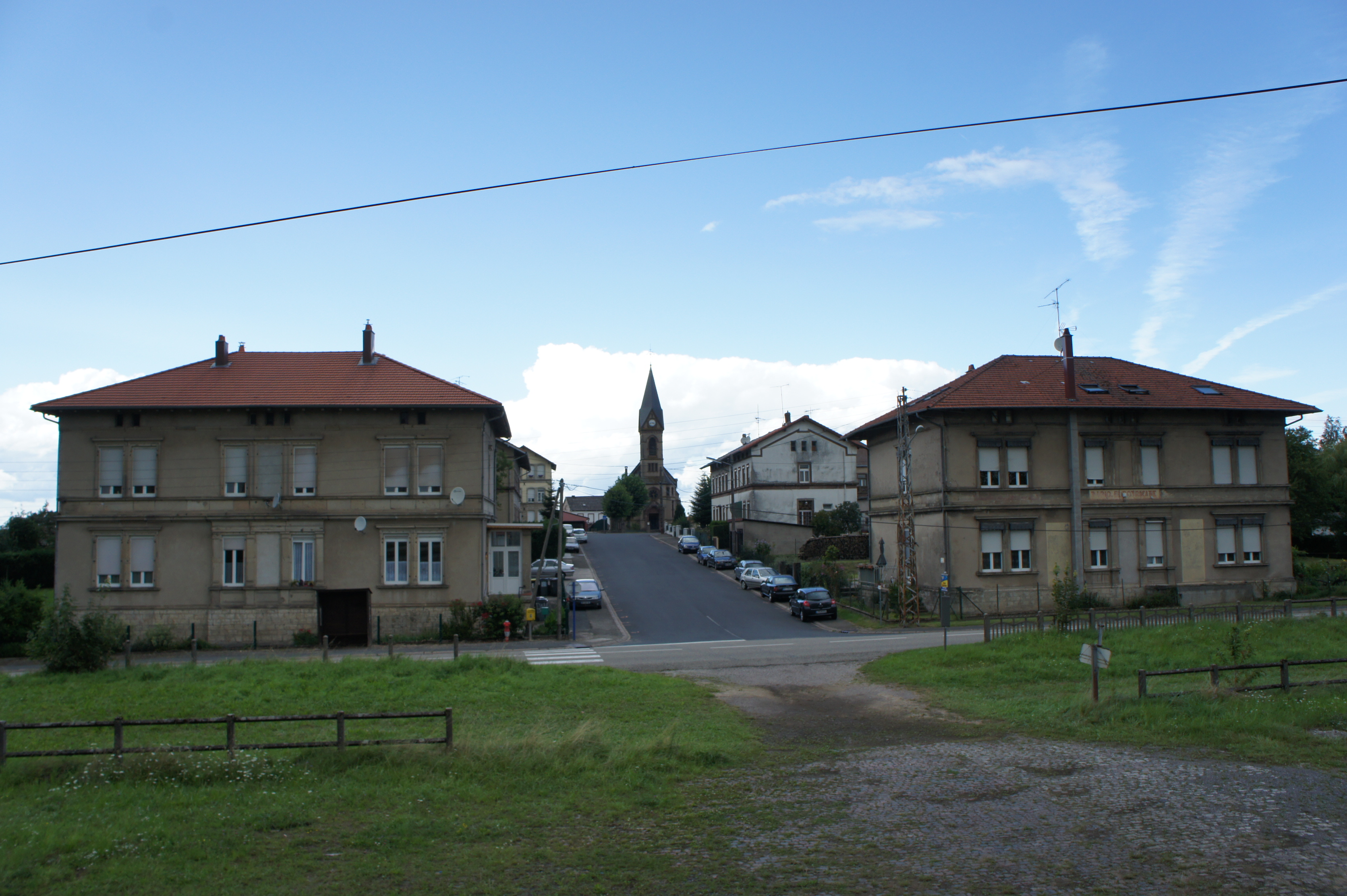
Avricourt, rue du Temple, mit der evangelischen Kirche im Hintergrund (Aufnahme 2014)

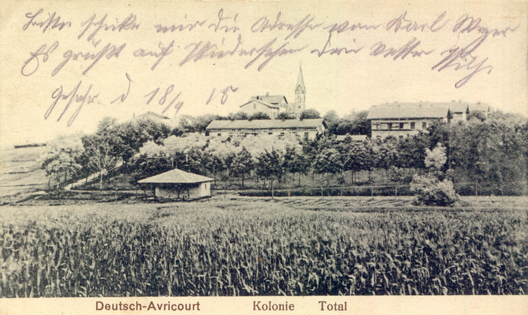
Deutsch-Avricourt um 1915

Deutscher Grenzbahnhof bis 1918: Deutsch-Avricourt an der Bahnstrecke Paris–Straßburg (Hintergrund), vorne die deutsch-französische Grenze

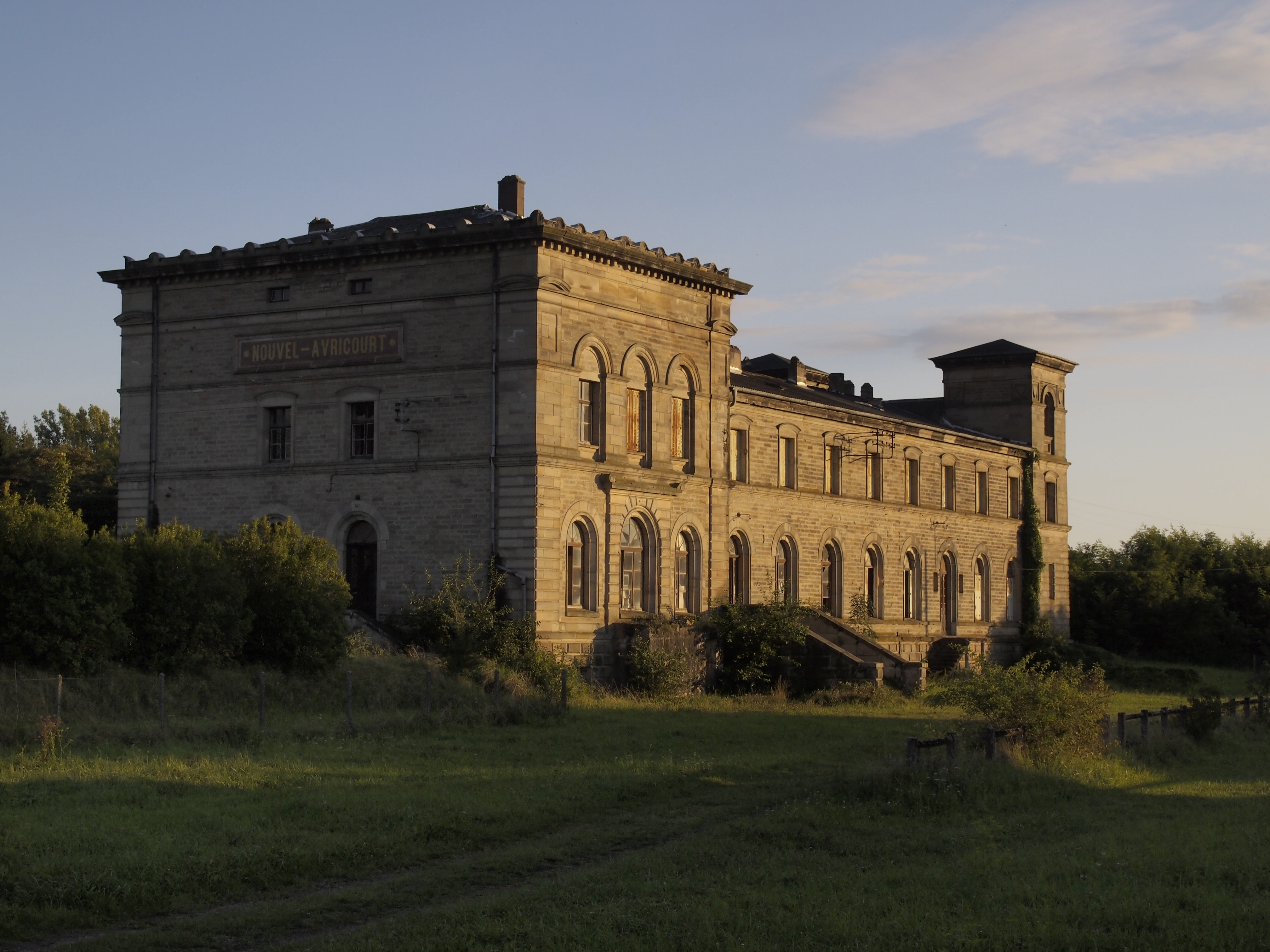
Empfangsgebäude des deutschen Grenzbahnhofs Deutsch-Avricour

Avricourt ist eine französische Gemeinde mit 578 Einwohnern (Stand 1. Januar 2022) im Département Moselle in der Region Grand Est (bis 2015 Lothringen).

## Geographie
Die Gemeinde Avricourt liegt im Regionalen Naturpark Lothringen, etwa 20 Kilometer südwestlich von Sarrebourg (Saarburg) an der Grenze zum Nachbardépartement Meurthe-et-Moselle.
Zu Avricourt gehört der Hof la Baronne (Freunhof) im westlich gelegenen Bois de la Baronne (Freunholz).

## Geschichte
Der Ort wurde 1127 erstmals als Avricorth erwähnt, dann 1142 als Albsidingen, 1435 Ellefringen, 1484 Elfferingen, 1513 Elferingen, 1618 Elbringen. Das Dorf gehörte früher zur Hälfte zum Herzogtum Lothringen  und zur anderen Hälfte zum Bistum Metz und der Grafschaft Rixingen.
Nach dem deutsch-französischen Krieg 1870/71 schlossen die beiden Länder den Frankfurter Frieden vom 10. Mai 1871. Dadurch kam der Teil der Region, der zum Bistum Metz gehört hatte, zum Deutschen Reich; er wurde dem Kreis Saarburg im neu gebildeten Bezirk Lothringen,  im Reichsland Elsaß-Lothringen zugeordnet. 
Bis 1871 gab es nur eine Gemeinde namens Avricourt, künstlich durch die Bahnstrecke Paris–Nancy–Straßburg getrennt. Die Teilung erfolgte 1871; der Nordteil Avricourts kam zu Deutschland. Da der Bahnhof Igney-Avricourt im Südteil Avricourts und damit in Frankreich lag, wurde 1875 auf deutscher Seite ein eigener Grenzbahnhof errichtet. Der deutsche Nordteil von Avricourt hieß nunmehr amtlich Deutsch-Avricourt und wurde 1915 in Elfringen umbenannt, der Bahnhof Elfringen (Lothr.). Mit Beginn des Ersten Weltkriegs 1914 zogen sich die deutschen Truppen zurück, die französischen Truppen besetzten das deutsche Avricourt. Viele Bewohner wurden interniert, da sie unter dem Verdacht der Zusammenarbeit mit den Deutschen standen.
Nach dem Ersten Weltkrieg kam Avricourt wieder in den Besitz Frankreichs. Er blieb aber eine eigenständige Gemeinde und wurde nicht wieder mit dem Südteil (heutige Nachbargemeinde Avricourt im Département Meurthe-et-Moselle) zusammengeschlossen.
Die Region musste aufgrund der Bestimmungen des Versailler Vertrags 1919 an Frankreich abgetreten werden, der Bezirk Lothringen blieb in seinen geographischen Ausmaßen erhalten und wurde in Département Moselle umbenannt. 
Im Zweiten Weltkrieg war die Region von Juni 1940 bis Ende 1944 von der deutschen Wehrmacht besetzt, sie wurde während der Kämpfe im November und Dezember 1944 befreit. 

### Demographie
| Anzahl Einwohner seit Ende des Zweiten WeLtkriegs | Anzahl Einwohner seit Ende des Zweiten WeLtkriegs | Anzahl Einwohner seit Ende des Zweiten WeLtkriegs | Anzahl Einwohner seit Ende des Zweiten WeLtkriegs | Anzahl Einwohner seit Ende des Zweiten WeLtkriegs | Anzahl Einwohner seit Ende des Zweiten WeLtkriegs | Anzahl Einwohner seit Ende des Zweiten WeLtkriegs | Anzahl Einwohner seit Ende des Zweiten WeLtkriegs | Anzahl Einwohner seit Ende des Zweiten WeLtkriegs |
| ------------------------------------------------- | ------------------------------------------------- | ------------------------------------------------- | ------------------------------------------------- | ------------------------------------------------- | ------------------------------------------------- | ------------------------------------------------- | ------------------------------------------------- | ------------------------------------------------- |
| Jahr                                              | 1962                                              | 1968                                              | 1975                                              | 1982                                              | 1990                                              | 1999                                              | 2007                                              | 2019                                              |
| Einwohner                                         | 963                                               | 877                                               | 811                                               | 725                                               | 669                                               | 647                                               | 662                                               | 593                                               |

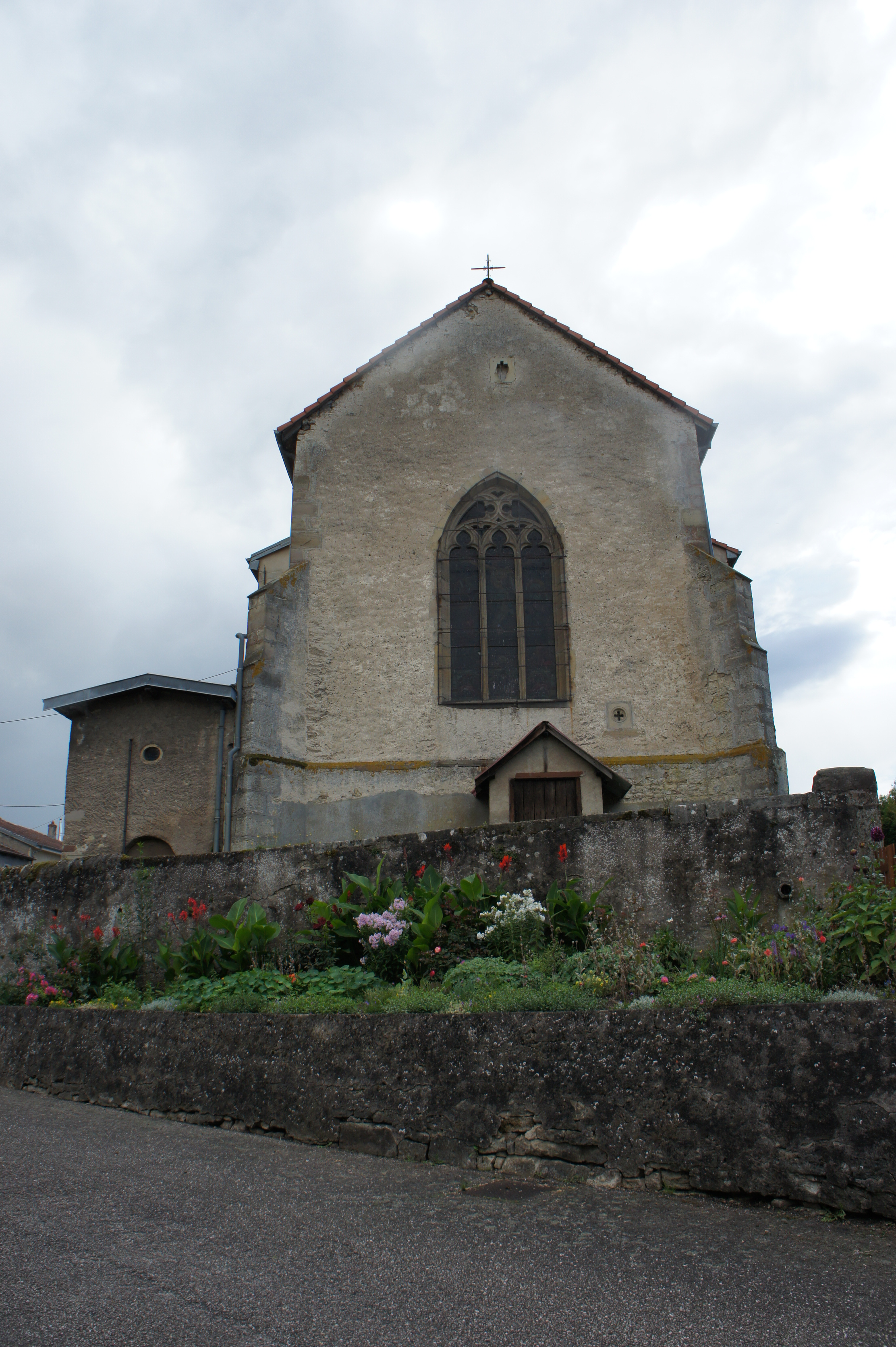
Kirche St. Ferréol und St. Ferjeux
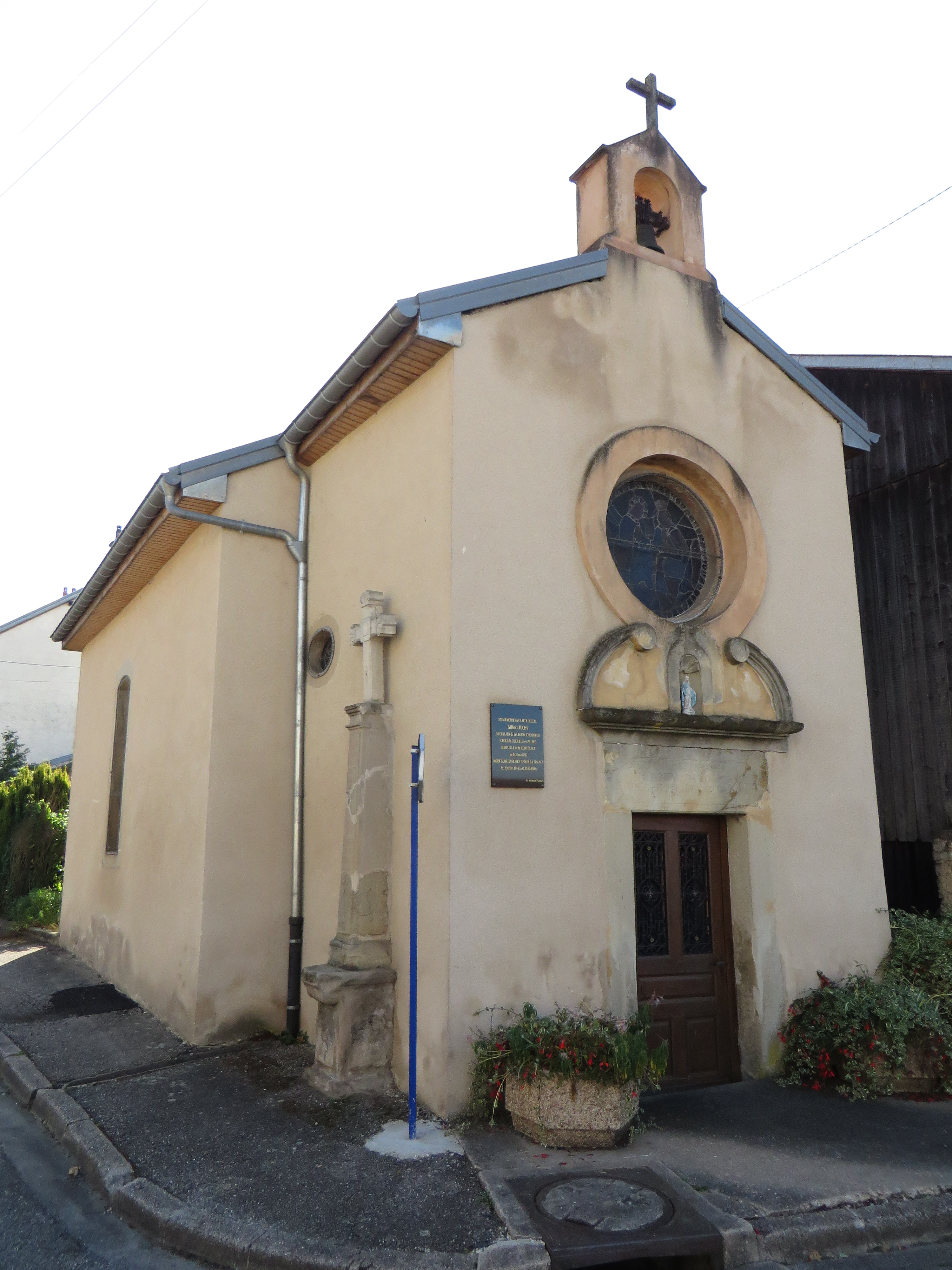
Kapelle Notre-Dame-des-Ermites
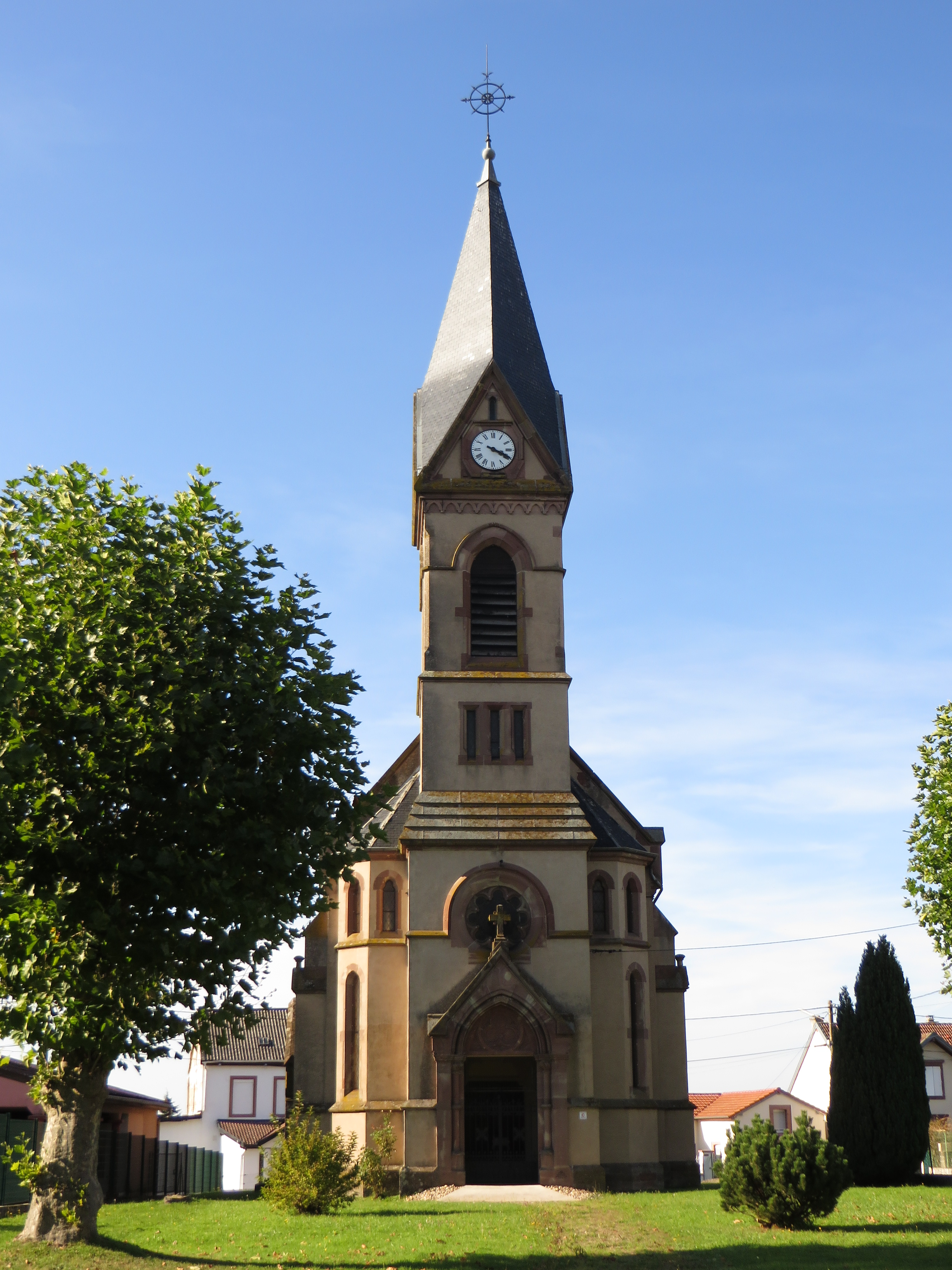
Protestantische Kirche

## Persönlichkeiten
- Fritz Schenk (1906–1985), Romanist und Historiker; Gründer des deutsch-französischen Instituts in Ludwigsburg